# Ministro de Hacienda de España
El ministro de Hacienda de España es el titular del Ministerio de Hacienda. Se encarga de la planificación y ejecución anual de las cuentas del Estado, del sistema tributario y de la financiación de las comunidades autónomas y de las administraciones locales.

## Origen
Desde los orígenes de la Monarquía Española y sus predecesoras, en la Corte existió una figura, normalmente un secretario del rey, dedicado a la gestión y recaudación de los recursos de la Hacienda. En el caso de las actuales instituciones españolas, la figura del ministro de Hacienda nace por Real Decreto de 30 de noviembre de 1714, bajo el nombre de Veedor General. Sin embargo, desde 1687 existió la figura del Superintendente General de Hacienda y, antes de este, del Mayordomo Mayor del Rey, encontrándose ambos en la cúspide de la Hacienda pública y actuando como auténticos ministros de Hacienda. A partir de 1720 la Superintendencia se refundió con la Secretaría de Estado y del Despacho, siendo el ministro al mismo tiempo superintendente general de Hacienda.

## Dependencias
Para asistir al ministro en el ejercicio de sus funciones, este cuenta con cuatro órganos superiores y directivos, a través de los cuales ejerce sus funciones:
- La Secretaría de Estado de Hacienda, a la que el corresponde diseñar la política fiscal, supervisar el sistema tributario y el sistema administrativo de recursos económicos, así como el catastro inmobiliario. También se encarga de la financiación autonómica y local y de la recaudación de impuestos, a través de la Agencia Estatal de Administración Tributaria.
- La Secretaría de Estado de Presupuestos y Gastos, a la que le corresponde todo lo relativo a los Presupuestos Generales del Estado, a la planificación y supervisión de los costes de personal, y las competencias contables y de intervención del Estado, a través de la Intervención General de la Administración del Estado.
- La Subsecretaría de Hacienda, que gestiona los servicios comunes del Departamento, supervisa la inspección de los servicios centrales y territoriales de la Hacienda pública, y administra los derechos y propiedades del Estado.
- La Secretaría General de Fondos Europeos, que dirige las competencias del Ministerio en lo referente a los fondos provenientes de la Unión Europea, así como de las relaciones presupuestarias con esta.

Se adscribe al Ministerio de Hacienda, a través del titular del Departamento, la Sociedad Estatal de Participaciones Industriales (SEPI). El presidente de esta empresa pública es nombrado por el Consejo de Ministros, a propuesta del ministro de Hacienda.
Asimismo, como órgano de asistencia inmediata al ministro de Hacienda, existe un Gabinete, cuyo director ostenta el rango de director general.

## Titulares
| Inicio                  | Finalización            | Nombre                              | Partido             |
| ----------------------- | ----------------------- | ----------------------------------- | ------------------- |
| 12 de diciembre de 1975 | 5 de julio de 1976      | Juan Miguel Villar Mir (1)          | Movimiento Nacional |
| 5 de julio de 1976      | 4 de julio de 1977      | Eduardo Carriles Galarraga (1)      | Movimiento Nacional |
| 4 de julio de 1977      | 6 de abril de 1979      | Francisco Fernández Ordóñez (1)     | UCD                 |
| 6 de abril de 1979      | 2 de diciembre de 1982  | Jaime García Añoveros (1)           | UCD                 |
| 2 de diciembre de 1982  | 6 de julio de 1985      | Miguel Boyer Salvador (2)           | PSOE                |
| 6 de julio de 1985      | 13 de julio de 1993     | Carlos Solchaga Catalán (2)         | PSOE                |
| 13 de julio de 1993     | 5 de mayo de 1996       | Pedro Solbes Mira (2)               | PSOE                |
| 5 de mayo de 1996       | 27 de abril de 2000     | Rodrigo Rato Figaredo (2)           | PP                  |
| 27 de abril de 2000     | 17 de abril de 2004     | Cristóbal Montoro Romero (1)        | PP                  |
| 17 de abril de 2004     | 7 de abril de 2009      | Pedro Solbes Mira (2)               | PSOE                |
| 7 de abril de 2009      | 22 de diciembre de 2011 | Elena Salgado (2)                   | PSOE                |
| 22 de diciembre de 2011 | 7 de junio de 2018      | Cristóbal Montoro Romero (3)(4)     | PP                  |
| 7 de junio de 2018      | En el cargo             | María Jesús Montero Cuadrado (1)(4) | PSOE                |

Notas sobre las denominaciones de los Ministros:
1. Ministro de Hacienda
2. Ministro de Economía y Hacienda
3. Ministro de Hacienda y Administraciones Públicas
4. Ministro de Hacienda y Función Pública